# Laleh Bakhtiar

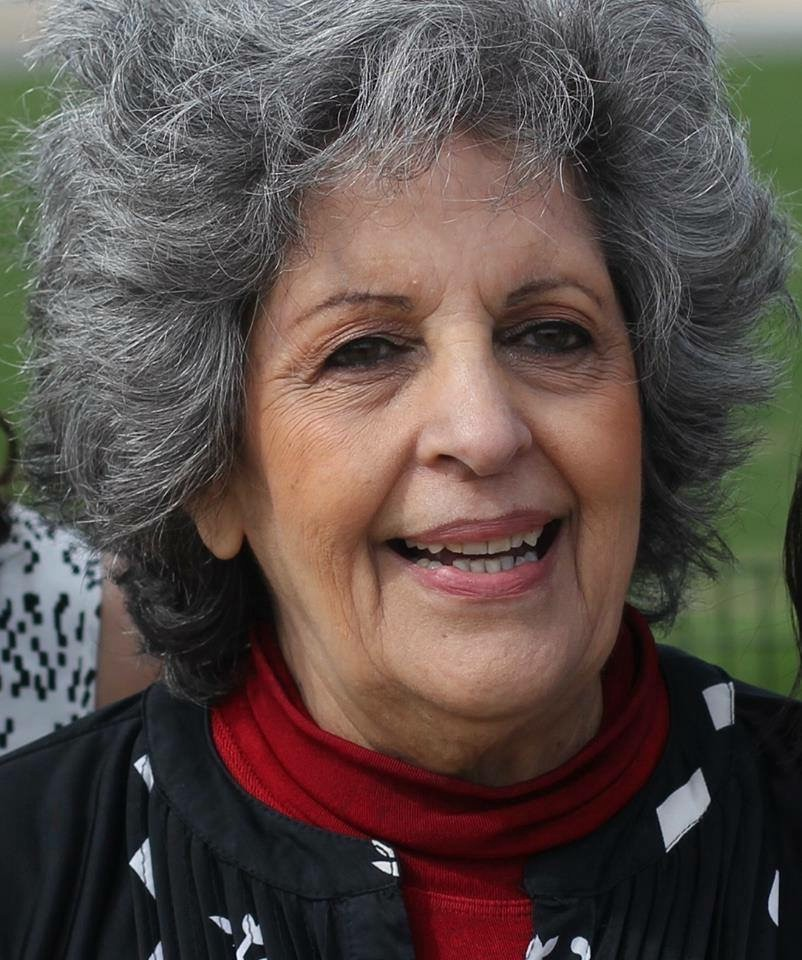
Laleh Bakhtiar

Laleh Bakhtiar (persisch لاله بختیار; geboren 29. Juli 1938 in Teheran; † 18. Oktober 2020 in Chicago) war eine iranisch-amerikanische muslimische Schriftstellerin, Übersetzerin und Psychologin.

## Biographie
Laleh Bakhtiar wurde in Teheran als Tochter von Abolghassem Bakhtiar und Helen Jeffreys geboren. Sie wuchs in den USA als Katholikin auf, konvertierte aber nach ihrem Treffen mit dem persischen Philosophen Seyyed Hossein Nasr (geb. 1933 in Teheran, später Professor für Islamic Studies (Islamwissenschaft) an der George Washington University), den sie als Erwachsene in Teheran traf, zum Islam. Nasr war es auch, der ihre Sicht auf die islamische Mystik und Philosophie beeinflusste. Sie promovierte am Chatham College in Pennsylvania. Sie ist Autorin von mehr als 25 Büchern über den Islam und seine Mystik, den Sufismus. Sie ist die erste Frau, die den Koran ins Englische übersetzte. Ihre Arbeit zielt darauf ab, Verständnis und Toleranz zwischen Muslimen und Nicht-Muslimen zu schaffen. Bakhtiar lebt seit mehreren Jahren in Chicago. Sie bietet Kurse für die breite Öffentlichkeit in sufischer Psychologie an und setzt sich für die Rechte muslimischer Frauen ein. Unter anderem übersetzte sie die Schrift Fatima ist Fatima von Ali Schariati ins Englische.

## Publikationen (Auswahl)
- Sufi: Expressions of the Mystical Quest, 1976/2004.
- A glance at the life of Ayatullah Montazeri, 1984
- Traditional Psychoethics and Personality Paradigm, 1993.
- The Moral Healer's Handbook, 1994.
- Moral Healing through the Most Beautiful Names, 1994.
- Encyclopedia of Islamic Law: A Compendium of the Major Schools, 1996.
- Encyclopedia of Muhammad's Women Companions, 1998.
- Helen of Tus: Her Oddessy from Idaho to Iran, 2002.
- ʻAbd al-Karīm ibn Hawāzin Qushayrī; Rabia Harris; Laleh Bakhtiar: The Risalah: principles of Sufism. [Chicago], Distributed by KAZI Publications 2002 (worldcat.org)
- Al-Ghazzali: His Psychology of the Greater Struggle, 2003.
- Sufi Women: Angels in the Making, 1997.
- Nader Ardalan, Laleh Bakhtiar: Sense of Unity. The Sufi Tradition in Persian Architecture . Kazi Publications, Chicago 2000, ISBN 978-1871031782
- The Sublime Quran, transl. L. Bakhtiar, 2007.
- The Sublime Quran: The misinterpretation of Chapter 4 Verse 34, in: European Journal of Women’s Studies, 18, 2011, S. 431–439.